# 小林俊夫 (弁護士)
小林 俊夫（こばやし としお）は、日本の弁護士。日本の「四大法律事務所」の一つ、長島・大野・常松法律事務所の代表社員・シニアカウンセル。東京大学大学院法学政治学研究科客員教授等を歴任。

## プロフィール
1974年京都大学法学部卒業。1986年Harvard Law SchoolにてLL.M.取得。その後1986年～1987年にニューヨーク市のSullivan & Cromwell LLPに勤務。2006年に京都大学大学院法学研究科の講師を務め、2007年～2010年には東京大学大学院法学政治学研究科において客員教授を務めた。
資本市場における資金調達の案件を中心として、企業財務に関する法務につき広くアドバイスしている。その他企業法務一般、特に知的財産についての実務に従事している。
1980年第二東京弁護士会に登録、2015年第一東京弁護士会へ登録換（32期）。

## 略歴
（出典）
- 1974年：京都大学法学部 卒業
- 1986年：Harvard Law School 卒業（LL.M.）
- 1986年-1987年：Sullivan & Cromwell LLP（New York）勤務
- 1990年-2015年：常松簗瀬関根法律事務所（現 長島・大野・常松法律事務所）パートナー
- 2006年：京都大学大学院法学研究科講師
- 2007年-2010年：東京大学大学院法学政治学研究科客員教授
- 2016年-2019年：長島・大野・常松法律事務所顧問
- 2016年-現在：弁護士法人長島・大野・常松法律事務所代表社員
- 2020年-現在：長島・大野・常松法律事務所シニアカウンセル

## 著書・論文

### 著書
- 『企業組織法務』（企業法務全集第2巻）（原秀六・太田穣と共著）税務経理協会 1997年7月[2]
- 『知的所有権入門コース』1989年1月[2]
- 『会社法務部の研究』（共著）経済界 1988年9月　[2]

### 論文
- 「会社法322条1項の「損害を及ぼすおそれ」についての実務上の考察」東京大学法科大学院ローレビュー第5巻（2010年9月）[2]
- 「内部者取引規制におけるいわゆるバスケット条項について」東京大学法科大学院ローレビュー第3巻（2008年9月）[3][4][2]
- International Insider Dealing Japan (2005年1月) [2]
- 「キャラクター商品の法的保護」NBL No.329・333 (1985年7月) [2]

## 講演・セミナー
- 2005年3月12日：外部セミナー　「渉外弁護士の現状と将来像」[2]

## インタビュー
「知財管理戦略と弁護士事務所〔第2回〕」Law & Technology 2002年1月1日号（No.14）

## トピックス
（出典）
- 2019年4月4日：受賞等　　The Best Lawyers in Japan 2020において高い評価を得る。

- 2018年4月6日：受賞等　　The Best Lawyers in Japan 2019で高い評価を得る。

- 2017年3月3日：受賞等　　The Best Lawyers in Japan 2018で高い評価を得る。

- 2016年11月21日：受賞等　　The Legal 500 Asia Pacific 2017において高い評価を得る。

- 2016年2月29日：受賞等　　The Best Lawyers in Japan 2017で高い評価を得る。

- 2015年11月16日：受賞等　　The Legal 500 Asia Pacific 2016において高い評価を得る。

- 2015年5月28日：受賞等　　The Best Lawyers in Japan 2016で高い評価を得る。

- 2014年10月30日：受賞等　　The Legal 500 Asia Pacific 2015において高い評価を得る。

- 2014年10月17日：受賞等　　The Best Lawyers in Japan（5th edition）で高い評価を得る。

- 2014年10月1日：受賞等　　Asialaw Profiles 2015において高い評価を得る。[2]